# Østerø Sø
Østerø Sø este o arie protejată (arie specială de conservare — SAC, sit de importanță comunitară — SCI) din Danemarca întinsă pe o suprafață de 57 ha, integral pe uscat.

## Localizare
Centrul sitului Østerø Sø este situat la coordonatele 55°17′27″N 10°50′28″E / 55.290833°N 10.841111°E.

## Înființare
Situl Østerø Sø a fost declarat sit de importanță comunitară în mai 1998 pentru a proteja un număr necunoscut de specii din flora spontană și fauna sălbatică aflate în arealul zonei. Situl a fost protejat și ca arie specială de conservare în decembrie 2011.

## Biodiversitate
Situată în ecoregiunile continentală și marină baltică, aria protejată conține 6 habitate naturale: Salicornia și alte specii anuale care populează regiunile mlăștinoase și nisipoase, Lagune de coastă, Pășuni atlantice udate de apa mării (Glauco-Puccinellietalia maritimae), Vegetație anuală la limita mareei, Vegetație perenă pe țărmurile stâncoase, Formațiuni ierboase bogate în specii de Nardus, dezvoltate pe substraturi silicioase în zone montane (și în zone submontane, în Europa continentală).
La baza desemnării sitului se află un număr nedeclarat de specii protejate.